# Xã Fairfield, Quận Lenawee, Michigan
Xã Fairfield (tiếng Anh: Fairfield Township) là một xã thuộc quận Lenawee, tiểu bang Michigan, Hoa Kỳ. Năm 2010, dân số của xã này là 1.764 người.